# Черноглав кардинал
Черноглав кардинал (Pheucticus melanocephalus) е вид птица от семейство Cardinalidae. Видът е незастрашен от изчезване.

## Разпространение
Разпространен е в Канада, Коста Рика, Мексико и САЩ.